# ستارة الامتياز
ستارة الامتياز ((بالأردوية: ستارۂ امتياز)‏) هي ثالث أعلى وسام (في التسلسل الهرمي لـ «سيتارا»)  جائزة الشرف والمدنية في دولة باكستان. وهو يعترف بالأفراد الذين قدموا «مساهمة جديرة بالتقدير بشكل خاص للأمن أو المصالح الوطنية لباكستان، أو السلام العالمي، أو المساعي الثقافية أو غيرها من المساعي العامة الهامة».
لا تقتصر هذه الجائزة على مواطني باكستان، ويمكن أيضًا منحها للمواطنين الأجانب بناءً على إنجازاتهم والخدمات التي قدموها لدولة باكستان.
في حين أنها جائزة مدنية، يمكن أيضًا منحها للضباط العسكريين في قوات الدفاع الباكستانية الذين يرتدون الزي الرسمي تقديراً لخدماتهم في البلاد.
مثل الجوائز الأخرى، فهي جائزة مقيدة للغاية ومرموقة تُمنح فقط لأولئك الذين قدموا خدمات رائعة للبلاد. وهي من أكثر الأوسمة المدنية تميزاً للمدنيين الذين قدموا إسهامات بارزة في مجالاتهم المحترمة مثل الآداب والفنون والرياضة والطب أو العلوم، مما دفع إلى الاعتراف بالدولة على المستوى الدولي.
يتم منحها إلى الشخص الذي قام بواجب يتجاوز ما تم تعيينه له / لها. للحصول على هذا التكريم، يُتوقع من الأفراد إظهار التميز والبراعة في تقديم خدمة ممتازة في مجال نشاط كبير يتجاوز ما تم تكليفهم به.
بالنسبة للضباط في الجيش، يتم منحها بعد الخدمة المتميزة، وهي أيضًا أعلى وسام يمكن منحه لمن هم في رتبة عميد أو لواء في (الجيش) أو العميد الجوي أو نائب المشير الجوي. في (القوات الجوية) والعميد البحري أو الأدميرال في (البحرية وخفر السواحل ومشاة البحرية). اللجنة البرلمانية لخدمات الجوائز والتكريم لدولة باكستان، تختار أسماء الأفراد وترسل التقرير النهائي إلى رئيس وزراء باكستان. بناءً على نصيحة رئيس الوزراء، ينظم الرئيس حفلًا ملونًا يتم بثه وبثه بواسطة مؤسسة التلفزيون الباكستاني.
تُمنح الجائزة عادةً للأفراد واحدًا تلو الآخر وليس في مجموعات لأن الغرض الكامل من الجائزة هو تقييم القدرات الفردية للمستلم بامتياز.
الجائزة عبارة عن قرص من الياسمينوم الذهبي يقف بين نقطتين وخمس نقاط من النجمة، وهو أيضًا من الذهب الخالص. النجمة على شكل نجمة خماسية، مع الياسمينوم الملون الإضافي الذي يملأ الفراغ بين نقاط النجمة. في منتصف النجمة، يملأ محيط الزمرد الأخضر المصقول جيدًا الجزء الداخلي من النجمة الذهبية. يوجد نجم ذهبي أصغر في منتصف حقل الزمرد.
درجة خاصة من الميدالية / الجائزة لها تنفيذ أكبر لنفس تصميم الميدالية الذي يتم ارتداؤه كنجمة على الصندوق الأيسر. بالإضافة إلى ذلك، يتم ارتداؤه كوشاح على الكتف الأيمن، مع وردة (أصفر مع أبيض (للمدنيين) أو / أخضر (للضباط العسكريين فقط) بحافة بيضاء وصفراء، ويحمل القرص المركزي للميدالية في وسطه ] يستريح على الورك الأيسر. في الحفل الرسمي، يمكن ارتداء الميداليتين في نفس الوقت اعتمادًا على إنجازات الفرد. الميدالية معلقة على شريط، لونه أخضر داكن مع شريط مركزي أصفر فاتح وأبيض مع خطوط حافة بيضاء.

## الحاصلون علىستارة الامتياز
- محمد إنعام الحق (بنغلاديش) (1962)
- العميد. الجنرال ميان محمد أفضل CGS (شهيد) (لاحقًا اللفتنانت جنرال) (1980)
- العميد. محمد سالم (الفيلق الطبي العسكري)
- منير شودهوري
- غلام علي (مغني)
- د. AR كمال [3] [4] (خبير اقتصادي) [5]
- سيد نفيس الحسيني (خطاط)
- العلامة غلام مصطفى قاسمي (عالم اسلامي).
- مولانا شمس الحق أفغاني (1980)
- أيوب خان أومايا (1981)
- عبد القدير موغال [6] [7]
- جانشير خان (لاعب الاسكواش) (1993) [8]
- شمس الحسن شمس بارلفي (1995)
- وزير آغا (كاتب) [9]
- خواجة خورشيد أنور (مخرج موسيقى أفلام وعازف موسيقى) (1980) [10]
- أ. مصباح الدين الشامي (1990)، علم البلورات [11]
- سالم محمود (1990)، مساهمات كبيرة في SUPARCO
- عبد المجيد (1999)، مساهمات كبيرة في SUPARCO
- طالب الجوهري (شاعر، فيلسوف، عالم مسلم من المذهب والخطيب الشيعي) [12]
- منير نيازي (شاعر)
- السيد افتخار أحمد، PSP ، (DIG Police ، ملتان) (البنجاب) (2004)
- د. رياض الإسلام (مؤرخ) [13]

### 1997
نقيب مجموعة الدكتور محمد أسلم بط (PAF).

### 2006
- الدكتور فايز محمد خان (2006) [14]
- سلطان علي علانا (2006) [14]

### 2007
- د. AR كمال [15] [16] [17]

### 2008
- أزهر محمود (وكالة التحقيقات الفيدرالية)

### 2009
- العميد. علي نصر علم [18]
- العميد سهيل احمد قريشي
- جاويد احمد الغامدي

### 2010
- رحيم الله يوسف زاي
- د.محمد أمجد ساقيب [19]

### 2011
- راو معاذ خالد (عشاق السيارات)
- العميد الخلفي معظم الياس

### 2012
- أسلم أزهر (رائد مؤسسة التلفزيون الباكستاني) [20]
- محمد قافي خان
- شايستا زيد (مذيعة أخبار باللغة الإنجليزية - مؤسسة التلفزيون الباكستاني)) [21]

### 2015
- أ. دكتور نياز أحمد أختار (تعليم: هندسة وتكنولوجيا)
- د. آصف محمود جاه
- مسعود العشار (أدب)

### 2016
- عطش دوراني
- شهباز مالك

### 2017[22][23][24][25]
- رئيس أحمد (فنون، سيتار).
- يانغ وي (الصين)
- مستنصر حسين طرار (كاتب روائي، روائي)
- حفيظ الرحمن حوراني (فيزياء)
- محمد إقبال (التكنولوجيا الحيوية)
- محمد أسلم نور (رياضيات)
- طارق محمود فاتك (هندسة)
- منير احمد (هندسة)
- غلام صروار (هندسة)
- نديم غفار (هندسة)
- العميد (R) منور حسين (هندسة)
- عليم أرشد (هندسة)
- اياز أيوب (هندسة)
- خالد نصير الدين شيخ (هندسة)
- نيار علي دادا (هندسة)
- أ. د.سيد اثر انعم (طب)
- دكتور محبوب علي (طب)
- دكتور ايس محمد (طب)
- السيدة. شهناز وزير علي (تعليم)
- محمد رسول جان (علم)

### 2018
- ضياء شيشتي (رجل أعمال) [26]
- اشار عزيز
- سايرة أفضل ترار
- عشتار أوصاف علي
- الزاهد بشير
- شاهزاد روي
- سرفراز احمد (لاعب كريكيت)
- شهيد أفريدي

### 2019
- سيد أبو أحمد عاكف (كاتب وكاتب مدني)
- عقيل كريم ضدي (السند)
- عطا الله خان إساخلفي (مغني)
- بابرا شريف (البنجاب)
- برهان عزيز
- افتخار ثاكور (البنجاب) [27]
- امتياز احمد
- اقبال علي لاخاني
- خواجة مسعود أختار
- كليم الله لاشاري (السند)
- محمد أرشد (البنجاب)
- منير حسين (مغني) (بعد وفاته) (البنجاب)
- سيد رازي جعفر نقفي
- محمد تقي عثماني (خدمة عامة).[28]
- سجاد علي (السند)
- ياسر شاه (KP)
- د.شاهد احمد سامي (طب)

### 2020
- روث لويس (راهبة كاثوليكية) [29]
- العقيد ساروار سلطانة [29]

### 2021
- د. فرحان سيف
- عدنان أسدار علي (عمل خيري) [30] [31]
- سلطانة صديقي
- بشرى أنصاري [32]
- طلعت حسين [32]
- سابينا مهتاب خاطري
- العميد. أرشد إقبال (قائد المحطة مانجلا كانتت)
- العميد. شمشر علي (JAG)
- العميد. وسيم بابر. م